# Малая Хуху
Малая Хуху — река в России, протекает по территории Надымского района Ямало-Ненецкого автономного округа. Устье реки находится в 196 км по правому берегу реки Надым. Длина реки — 25 км.

## Данные водного реестра
По данным государственного водного реестра России относится к Нижнеобскому бассейновому округу, водохозяйственный участок реки — Надым, речной подбассейн реки — подбассейн отсутствует. Речной бассейн реки — Надым.